# KlevereTien
Kleveretien is een Belgisch bier. Het wordt gebrouwen door Brouwerij Het Nest uit Turnhout.

## Achtergrond
Het bier werd ontwikkeld in de eigen kleine brouwinstallatie van brouwerij Het Nest. Het kostte hen 2 jaar ontwikkelingstijd en 8 proefbrouwsels alvorens het recept op punt stond. Daarna werd het volgens hun recept grootschaliger gebrouwen in de Scheldebrouwerij.
De naam van het bier werd gekozen enerzijds als verwijzing naar Turnhout, de thuisbasis van brouwerij Het Nest. Turnhout is de stad van de speelkaarten. Brouwerij Het Nest heeft intussen een aantal speelkaartbieren op de markt gebracht. Schuppenboer was het eerste, gevolgd door Hertenheer en daarna Kleveretien. De naam is het dialect voor klaveren tien. Die staat dan ook afgebeeld op het etiket.

Anderzijds verwijst het cijfer 10 ook naar het alcoholpercentage van het bier en naar het tienjarig bestaan van de “Orde van de zatte mus”. Dit is een club van vrienden-bierproevers die sinds 2000 samenkomen om speciaalbieren te proeven en waaruit later brouwerij Het Nest ontstond.
Op de website van de stad Turnhout wordt het bier aangeprezen als streekbier van Turnhout.

## Het bier
Kleveretien is een zeer donker winterbier van hoge gisting met een alcoholpercentage van 10% en een densiteit van 24° Plato. Vandaar ook het onderschrift "Zwart en straf" op het etiket.

Kleveretien werd gelanceerd op 23 oktober 2010. Het bier is intussen in verschillende landen verkrijgbaar.